# 洪承疇

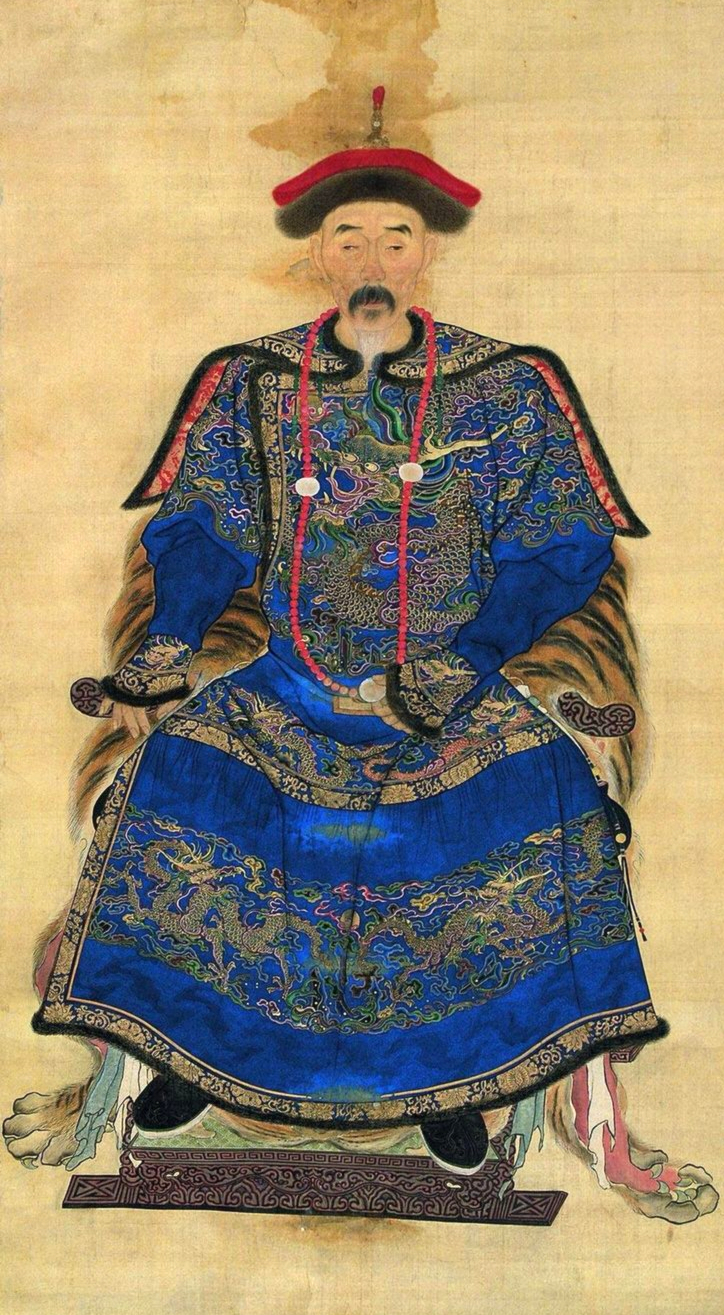
清朝に帰順後の洪承疇

洪 承疇（こう じょうちゅう、1593年10月16日（万暦21年9月22日） - 1665年4月3日（康熙4年2月18日））は、中国明末清初の官僚・武将。字は彦演、号は亨九。福建省泉州府南安県英都の人。
明の進士として農民反乱の鎮圧に成果をあげて崇禎年間には兵部尚書に昇進し、さらに薊遼総督となってからは北東部の対清戦線の総責任者として防衛を指揮したが、後に清朝に降伏した。帰順後はドルゴンの信任を得て漢人大学士の筆頭として明朝の政治制度を移植して清朝の統治機構の基礎を構築し、南明征伐も指揮した。
だが明の遺臣の間では当然としても、清朝内でも（特に清朝の統治が安定して以降は）降将である洪承疇には「主君を裏切った」という評価が付きまとい、現在でも「清初の功臣」・「弐臣」と評価が分かれている。

## 農民反乱の平定
洪承疇は1616年（万暦44年）に進士となり、出世を重ねて1627年（天啓7年）に陝西布政使参政となる。
崇禎年間の初めに大規模な農民反乱が起こり、1629年（崇禎2年）に韓城が反乱軍の王左桂に包囲されると、陝西総督楊鶴(zh)に命じられて洪承疇が救援に向かう。洪承疇は韓城を救って大いに名をあげ、1630年（崇禎3年）6月に延綏巡撫に任命される。
上官の楊鶴は反乱軍に対して招撫政策をとっていたが、反乱軍は不利になると投降しては機をみてまた離反していたため、洪承疇は賊将を果断に対処した。1631年（崇禎4年）に楊鶴の招撫策が効果なしと更迭されるとその後任として洪承疇が陝西三辺総督に任命され、正式に方針を殲滅に転換した。これ以降、洪承疇は各地の農民軍を撃破していき、反乱軍は活動の拠点を山西省に移していく。
1634年（崇禎7年）2月、これまでの省単位の軍事行動ではたえず移動する農民反乱軍に効果的に対応できないものとして、軍隊を一元的に運用するために各省の巡撫・総督の上位に五省総督が置かれた。総督には陳奇瑜(zh)が任命され、洪承疇もその配下に編入された。ところが同年6月、反乱軍を車箱峡(zh)まで追い込んで包囲した陳奇瑜は、李自成の偽の投降に騙されて反乱軍を取り逃がし、失脚してしまう。これを受けて同年12月、洪承疇はこれまでの陝西三辺総督はそのままで、太子太保・兵部尚書の役職を加えられた上に五省総督も兼任することになった。
1635年（崇禎8年）1月に各地の農民反乱軍は滎陽で一堂に会し（滎陽大会(zh)）、高迎祥の属将である李自成が各反乱軍が協調して明と戦うべきと主張して頭角を現した。この動きに対して洪承疇はまず河南省に入り、反乱軍の大部分が陝西省に移ると軍を取って返した。この時李自成は咸陽を破って西安に迫り、高迎祥・張献忠は官軍に牽制されて河南に入った。
このように反乱軍が絶えず移動する事から、明の朝廷は改めて地域ごとに分担して重点的に進撃を行う方針に転換した。1635年8月、盧象昇(zh)を五省総督にして、専ら中原を治めさせ、洪承疇には北西部を治めさせた。
1636年（崇禎9年）、関中の専任監督を命じられた洪承疇は、臨潼で民軍を破る。洪承疇の部将である孫伝庭が子午谷で闖王高迎祥を打ち破り、敗走した高迎祥は捕らえられ、北京に送られて処刑された。闖王の称号は李自成が引き継ぎ、農民反乱軍の首領となる。
1638年（崇禎11年）10月に洪承疇は李自成の軍を撃破する。李自成はわずか18騎で敗走して商洛に逃げ込み、反乱は下火になる。しかしその直後に、ホンタイジの南進に対抗するために宣大総督に転任していた盧象昇が戦死すると、北方戦線を優先した崇禎帝は洪承疇を後任として転任させる。これにより李自成は息を吹き返す機会を得た。

## 対清戦線での敗北

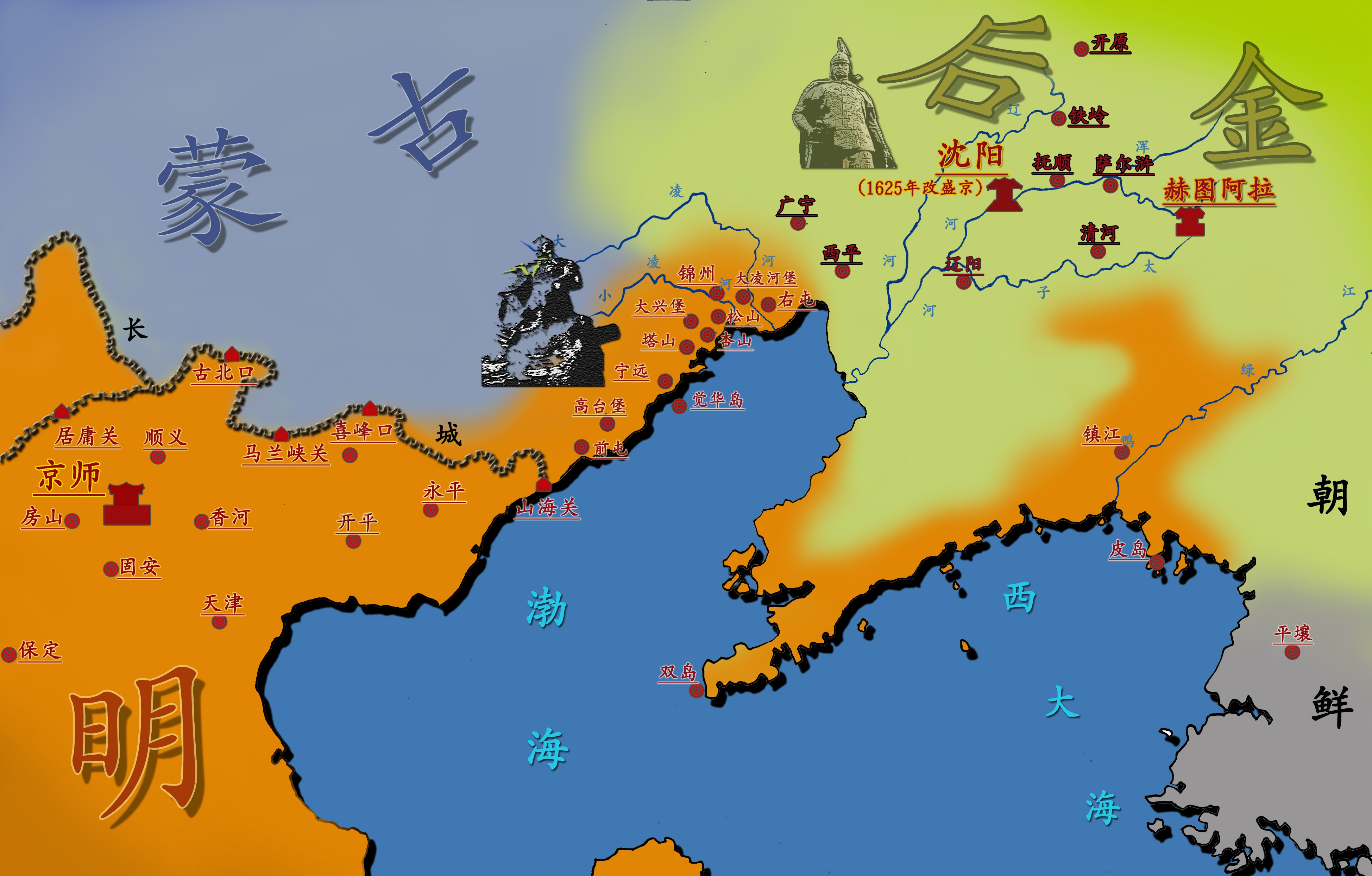
明末期の勢力範囲図

1639年（崇禎12年）に薊遼総督として洪承疇が着任し、東北の国境警備と清の侵攻の防衛にあたる。1640年（崇禎13年）冬、清軍は錦州と寧遠を攻め、洪承疇は援軍を派遣するが塔山・杏山で敗ける。この状況を打開するため、1641年（崇禎14年）に洪承疇は8人の総兵と13万の軍勢を率いて寧遠に集結する。
1641年3月、ホンタイジは大軍を率いて錦州を包囲する。錦州は明朝防衛のための重要拠点であるため、洪承疇は救援を決めるが、8人の総兵はいずれも命令に服従せず軍としての一体行動が難しい。そこで洪承疇は自陣から錦州まで徐々に、陣地構築しながら進軍し、兵の消耗を防ぐ作戦を主張した。こうして明軍は松山から錦州に至る拠点を使って清軍を攻撃し、局地戦としては優勢に転じた。
しかし兵部尚書の陳新甲は大軍を賄うだけの軍費の調達が難しいことを理由に、洪承疇に進軍を催促する。持久戦による清軍の消耗を待つことができなくなった洪承疇はやむを得ず1641年7月に軍を率いて錦州の南・松山の北にある乳峰山一帯に布陣し、清軍との決戦体勢をとる。
1641年8月、盛京のホンタイジは洪承疇が出てきた事を聞き、急きょ自ら正黄旗・鑲黄旗を率いて援助に赴き、明軍の南側にあたる松山と杏山の間に布陣し、大きく明軍を包囲する陣形をとった上で、明軍の退路・糧道を遮断した。
補給路を断たれて動揺した明軍では、洪承疇は一大決戦による事態打開を主張したが、各総兵は撤退を主張し、結局結論は中道を取った形で包囲を強行突破する事となった。突破作戦の途中、各軍は軍令も待たずに先を争って撤退し、清軍はこの好機を利用して敗走兵を追撃した。
洪承疇は残った数万の兵と共に松山城に入って何度も包囲網の突破を試みるがいずれも失敗し、崇禎15年2月壬戌（1642年3月22日）に松山城が陥落して洪承疇は丘民仰・曹変蛟・王廷臣らの部下と共に捕らえられ、3000名余りの兵が降伏した。他の部将は処刑されたが、洪承疇だけは捕虜として盛京に移送された。洪承疇は明朝への忠誠を示すために絶食を宣言したが、ほどなく洪承疇は投降する。
明朝の朝廷には初め洪承疇が死んだとの報せが届いた。これを聞いた崇禎帝は洪承疇のために丘民仰と共に都の外に祠を立て、王侯並みの「十六壇の弔い」で直々に弔ったが、第9壇まで来た時に洪承疇が実は清に下ったことを知って途中で取りやめた。

## 清朝の臣として

### 入関
ホンタイジ在位中は漢軍鑲黄旗指揮下として表面上厚遇されながらも具体的な官職につく事のなかった洪承疇だが、次の順治帝時期になると風向きが変わってくる。崇禎17年（順治元年・1644年）3月に李自成によって明が滅亡すると、翌月には清は睿親王ドルゴンを大将軍として南征を開始する。洪承疇はその軍にドルゴンの軍師として従軍する。
洪承疇はドルゴンに「意表を突く」事を献策する。これは現在の「清・李自成軍（大順）・明の遺臣」の三つ巴の状況にあってとにかく敵を李自成軍に絞り込み、薊州・密雲から速やかに北京を制圧する、というものだった。そのためには、人民も殺さず、略奪も行わず、降伏する明の遺臣は積極的に登用するべきと説いた。ドルゴンはこの策を受け入れて布告したため、北直隷・山東・山西などがスムーズに清の支配下となり、旧暦5月2日（6月6日）にドルゴンが北京に到着した時には明の文武諸臣が城外まで出迎えに出てきて即日入城を果たした。
ドルゴンの北京入城間もない旧暦6月1日（7月4日）、洪承疇は明の頃の官職である兵部尚書兼都察院右都御史に任命されたうえ、内院官佐理機務・秘書院大学士にも任じられて漢人大学士の筆頭になり、この頃登用された明の元大学士馮銓と共にドルゴンの指南役として明の政治制度を清朝に適用していく作業に従事した。

### 江南平定
順治2年5月（1645年6月8日）に豫親王ドドが南明の首都南京を占領すると、勝利に気をよくしたドルゴンは「辮髪令」を下す。これに対して江南の漢人の猛烈な抵抗が巻き起こり、南京を含む江南の占領政策に支障をきたした。そのため同年6月に洪承疇を招撫江南各省総督軍務大学士に任命し、ドドに代わって江南各省の宣撫工作に向かわせた。在任中、洪承疇は極力満人・漢人の対立を緩和するために主に宣撫策を用いた。但しあくまで明王室に忠義を尽くそうとする勢力に対しては武力弾圧・大量虐殺も行っており、元明臣の洪承疇の行為としては世間の罵られる事になる。
順治4年（1647年）、洪承疇は父を亡くして故郷へ帰って喪に服した。

### 制度整備
順治5年（1648年）4月、北京に呼び戻された洪承疇は再び内庭に入って摂政王ドルゴンに厚く信任され、各省の改革すべき事柄を提案してはどんどん採用されていった。順治6年（1649年）には少傅兼太子太傅にも任命された。
順治8年（1651年）2月、都察院左都御史を兼任する事にった洪承疇は、同じ都察院の幹部2人と火神廟にこっそり集まって部下である御史の大掛かりな査定を行った。この査定に従ってある者は昇進させ、ある者は地方に出し、ある者は降格または免官としたが、その結果地方に出されることになって憤慨した御史張煊は、火神廟での密談が実は清朝への謀反の相談であると訴え出た。時期的にも前年末にドルゴンが亡くなり、さらに反ドルゴン派によってドルゴンの尊号が全て剥奪されて間もない頃の事であり、洪承疇の弁明もあっさりとは通らず判断は議政王大臣会議に委ねられた。タンタイ（譚泰）の助命工作の甲斐もあって、1651年7月に洪承疇は無罪となった。
順治10年（1653年）1月、内翰林弘文院大学士に異動する。

### 南明征伐
華南各地を逃げ回っていた南明の永暦帝に、農民反乱軍の末である孫可望・李定国らが10万の農民軍を率いて帰順すると、抗清勢が勢力を拡大した。これを受けて順治10年（1653年）5月、洪承疇は太保兼太子太師・内翰林国史院大学士・兵部尚書兼都察院右副都御史に任命されるとともに、湖北・湖南・広東・広西・雲南・貴州を経略する特任総督に任じられた。
洪承疇は各地で農民反乱軍を主力とした南明勢を打ち破っていき、その中で洪承疇は順治13年（1656年）に太傅兼太子太師に、順治15年（1658年）9月に武英殿大学士を授かる。
順治16年（1659年）1月、雲南省都の昆明が陥落して永暦帝はビルマに逃げ込んだ。洪承疇は永暦帝を追うよりもまず上奏し、中央から遠くて少数民族も多くて統治の難しい雲南は明のやり方に倣って王侯を置くべきとした。これによって呉三桂が平西王として統治する事になった。また戦乱による民衆の窮状を訴え、貧民救済の費用を獲得した。これらによって雲南・貴州の治安は徐々に安定していった。
同年10月、洪承疇は目の病気で解任を願い出て、認められて北京に戻る事になった。占領地域を安定させた後の永暦帝追撃は呉三桂に任せる事になった。

### 晩年
順治17年（1660年）に北京に戻った洪承疇だが、特に褒賞もなく冷遇された。順治18年（1661年）1月、順治帝が急死して子の康熙帝が即位する。この時洪承疇は既に69歳で、依然として大学士ではあったが5月に引退を願いでる。朝廷は論争を何度も経て、世襲の三等阿達哈哈番（軽車都尉）の爵位を与えた。
康熙4年（1665年）2月、洪承疇は73歳で死去した。諡号は文襄。

## 登場作品
- 『大清風雲（中国語版）』(2006年、演：孫淳)(※作中の役名は「范浩正」。范文程（中国語版）と洪承疇をミックスしてモデルとしたオリジナルキャラクター)
- 『宮廷の泪・山河の恋』(2012年、演：袁抿)
- 『皇后の記（中国語版）』(2015年、演：丁充)

## 参考資料
- 『清史稿』巻二百三十七 列伝二十四「洪承疇」
- 『明史』巻二百六十 列伝一百四十八「楊鶴」
- 『明史』巻二百六十 列伝一百四十八「陳奇瑜」
- 『清史稿』巻四 本紀四「世祖本紀一」
- 『清史稿』巻五 本紀五「世祖本紀二」
- 『洪業：清朝開国史』 魏斐徳（Frederic Wakeman）2008年「第十三章順治朝」